# ريس ليون
ريس ليون (بالإنجليزية: Reece Lyon)‏ هو لاعب كرة قدم بريطاني في مركز الوسط، ولد في 13 مارس 2000 في غرينوك في المملكة المتحدة. لعب مع نادي سانت ميرين.

## وصلات خارجية
- ريس ليون على موقع قاعدة بيانات كرة القدم.إي يو (الإنجليزية)
- ريس ليون على موقع Soccerbase.com (لاعب) (الإنجليزية)